# Agàtocles d'Àtrax
Agàtocles d'Àtrax (grec antic: Ἀγαθοκλῆς, llatí: Agathocles) fou un escriptor grec que va escriure un llibre sobre l'art de la pesca titulat ἁλιευτικὰ, segons l'enciclopèdia Suides. El menciona també Ateneu de Naucratis. No se sap en quina època va viure.